# Cantore appassionato
Il Cantore appassionato è un dipinto a olio su tela (102x78 cm) attribuito a Giorgione, databile al 1508-1510 circa e conservato nella Galleria Borghese a Roma. L'opera fa pendant con il Suonatore di flauto, di dimensioni uguali e nello stesso museo.

## Storia e descrizione
L'opera mostra un uomo a mezza figura in primo piano, con la mano destra appoggiata sul petto e la testa leggermente reclinata, come se stesse per intonare un difficile pezzo canoro. Indossa una camicia bianca, piuttosto scollata, un manto appoggiato sulla spalla sinistra e un vistoso cappello rosso, con ampie falde girate verso l'alto. Dietro di lui, ruotato verso il basso, appare un'altra testina, un po' sfocata, con un analogo cappello, di difficile interpretazione, ma anche dall'ardita collocazione spaziale, che testimonia un'assoluta libertà compositiva dell'autore. Sembra quasi che si tratti dello stesso soggetto abbozzato precedentemente sulla tela girata in un altro verso, magari in un'idea compositiva scartata.
Le due tele a soggetto tradizionalmente identificato come musicale, assieme ad altre opere come il Sansone deriso (o Concerto), vengono di solito attribuite all'ultima fase della produzione di Giorgione, tra gli affreschi al Fondaco dei Tedeschi e la morte (1510), uno dei periodi più oscuri nella ricostruzione del catalogo dell'artista. In questo periodo l'autore dipingeva i soggetti direttamente col colore sulla tela, con incarnati densi e una libertà estremamente moderna, senza il ricorso al disegno preparatorio. Si tratta però di opere di attribuzione incerta, che alcuni riferiscono a Domenico Capriolo o ad altri allievi, magari come completamento di lavori lasciati incompiuti dall'artista dopo la scomparsa. 
Di notevole anticipo sui tempi sono gli effetti di chiaroscuro smorzato, il pathos, di incisiva differenziazione dei piani, che ad alcuni ha anche fatto pensare a un'opera dei primi anni del barocco, all'inizio del XVII secolo.